# Sankt Annaberg
Sankt Annaberg (polnisch Góra Świętej Anny; schlesisch Annabarg; schlonsakisch Anaberg) ist ein Ort in der zweisprachigen Gemeinde Leschnitz (Leśnica) im Powiat Strzelecki der Woiwodschaft Opole in Polen. Bekannt ist der rund 420 Einwohner zählende Ort für das gleichnamige Kloster mit Wallfahrtskirche auf dem Annaberg.

## Geographie

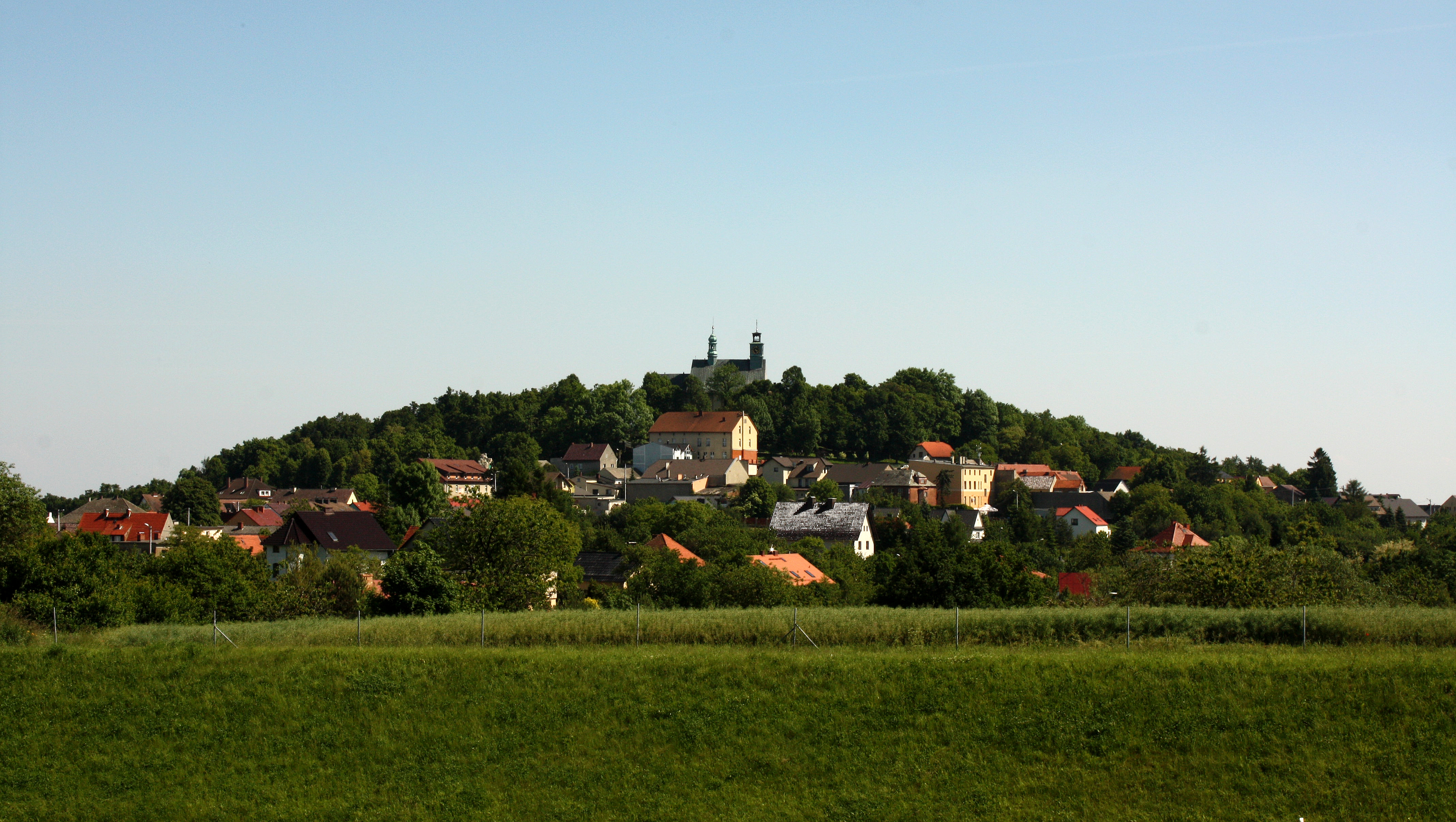
Blick auf den Ort und die Basilika

Das Straßendorf Sankt Annaberg liegt vier Kilometer nordwestlich von Leschnitz, 12 Kilometer südwestlich von Strzelce Opolskie (Groß Strehlitz) und 42 Kilometer südöstlich von Opole (Oppeln) am westlichen Fuße des St. Annabergs im Naturschutzgebiet Park Krajobrazowy Góra Świętej Anny. Die Gegend ist geprägt von weitläufigen Waldgebieten im Westen sowie Wiesen und Feldern im Osten und Süden. Nördlich des Dorfes verläuft die Autostrada A4.
Nachbarorte von Sankt Annaberg sind im Norden Wyssoka (Wysoka), im Osten Poremba (Poręba), im Südosten Scharnosin (Czarnocin ), im Südosten Leschnitz (Leśnica) und im Westen Zyrowa (Kadłubiec).

## Geschichte

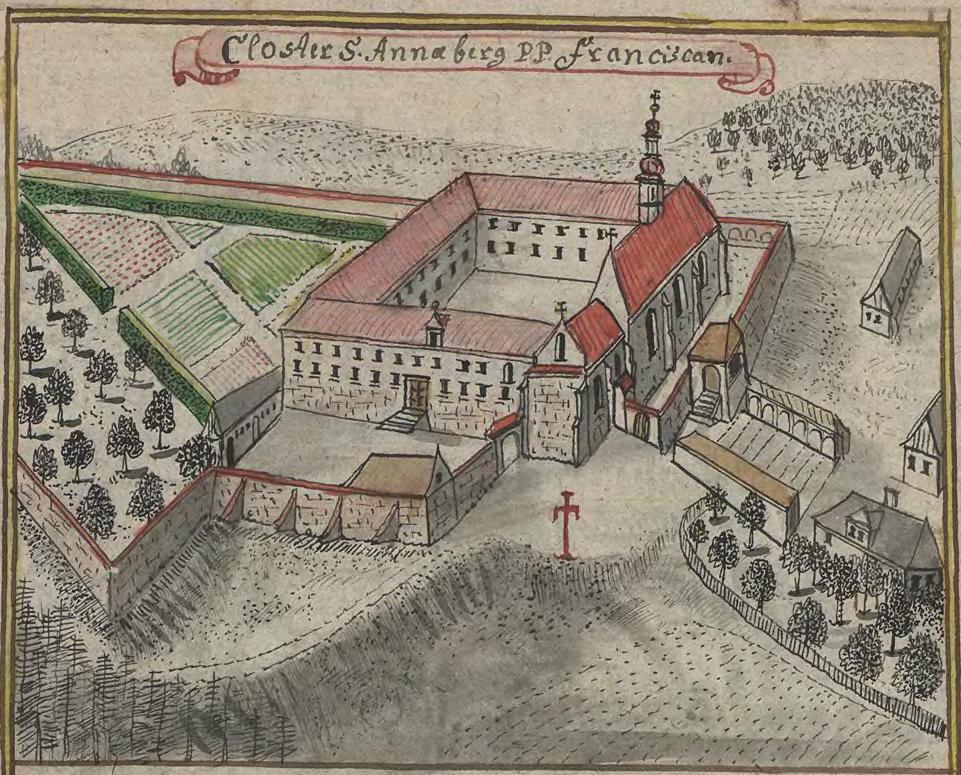
Zeichnung des Klosters aus der Mitte des 18. Jahrhunderts

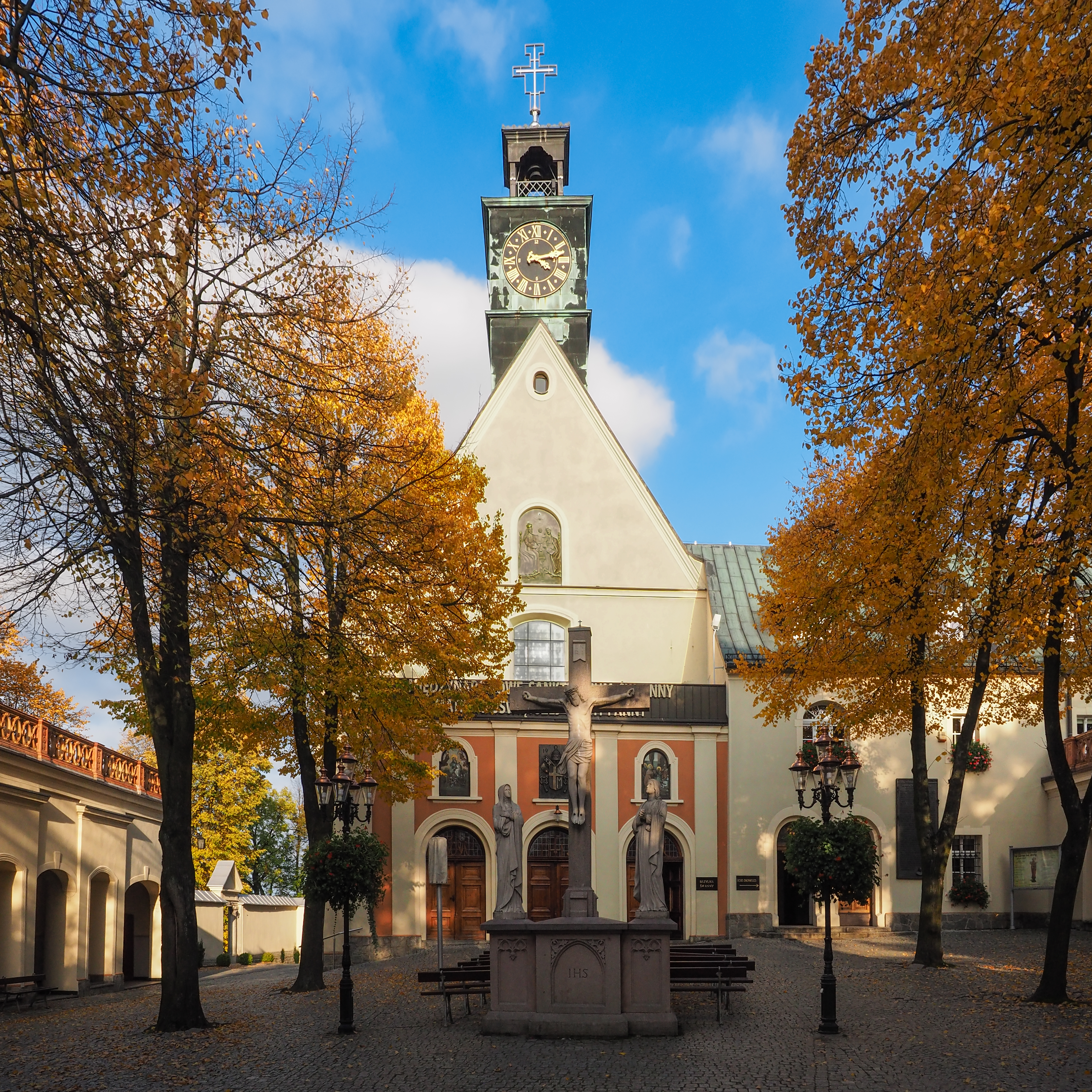
Die St.-Anna-Basilika

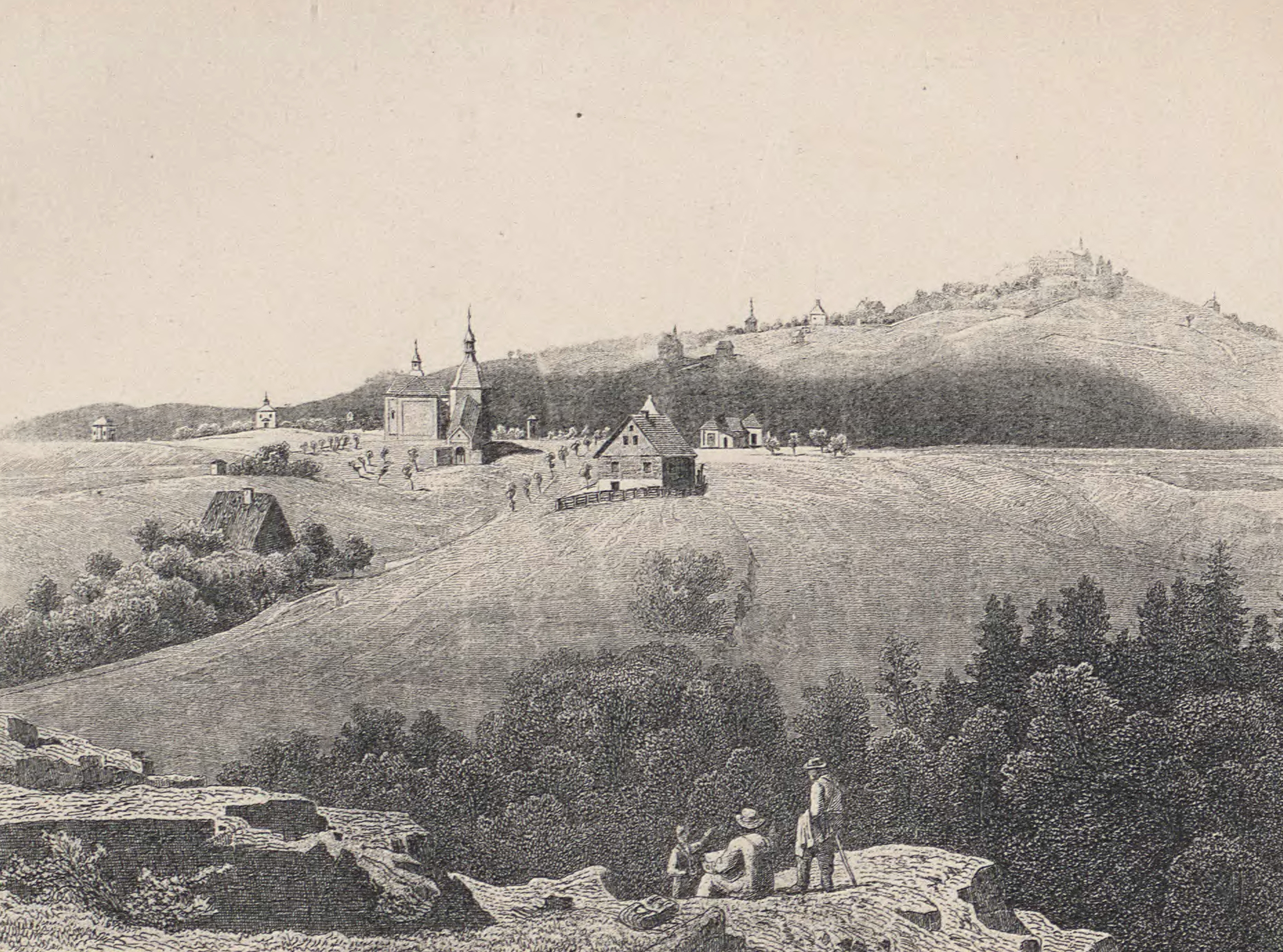
Stich aus der Mitte des 19. Jahrhunderts

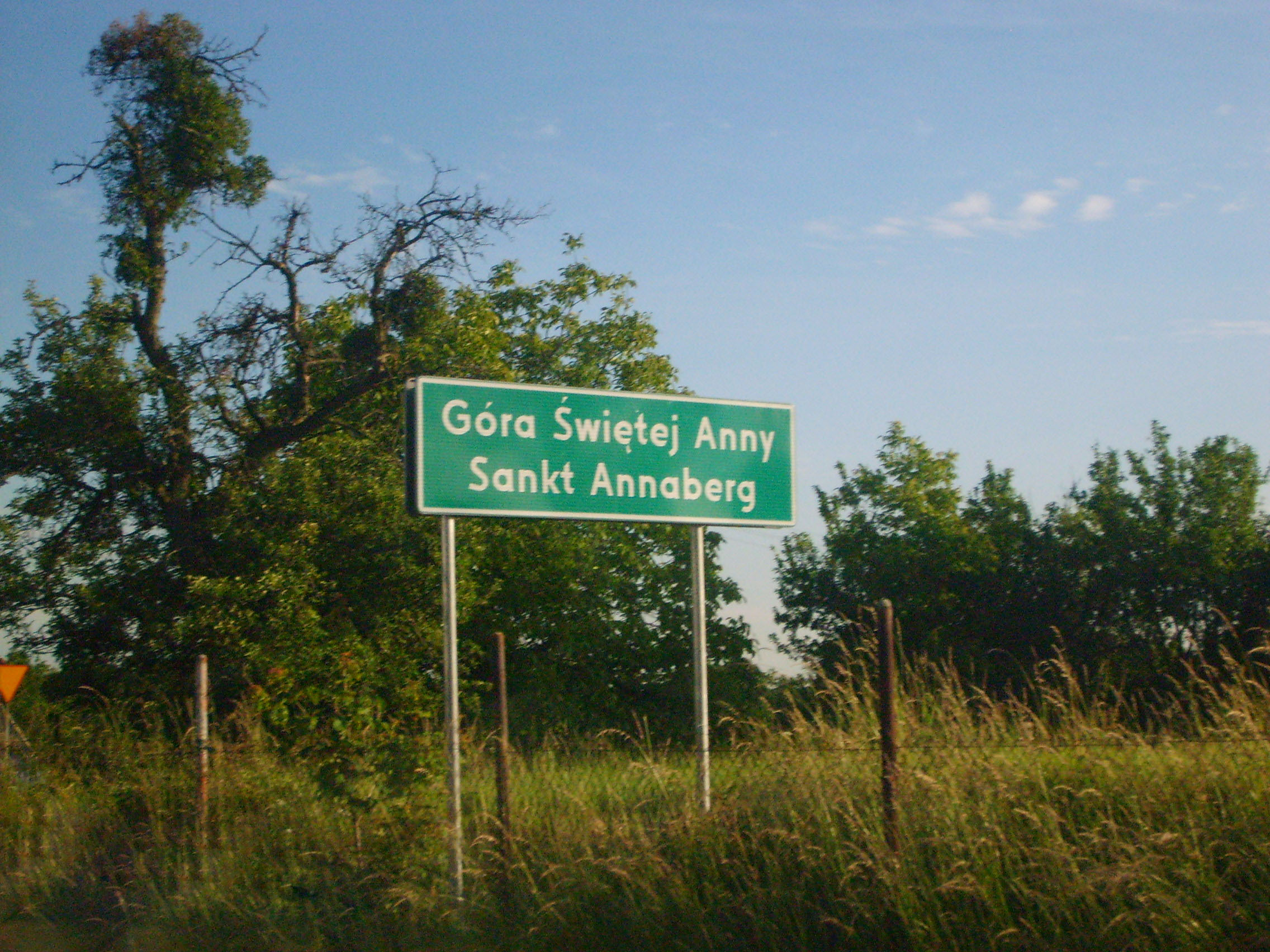
Zweisprachiges Ortsschild

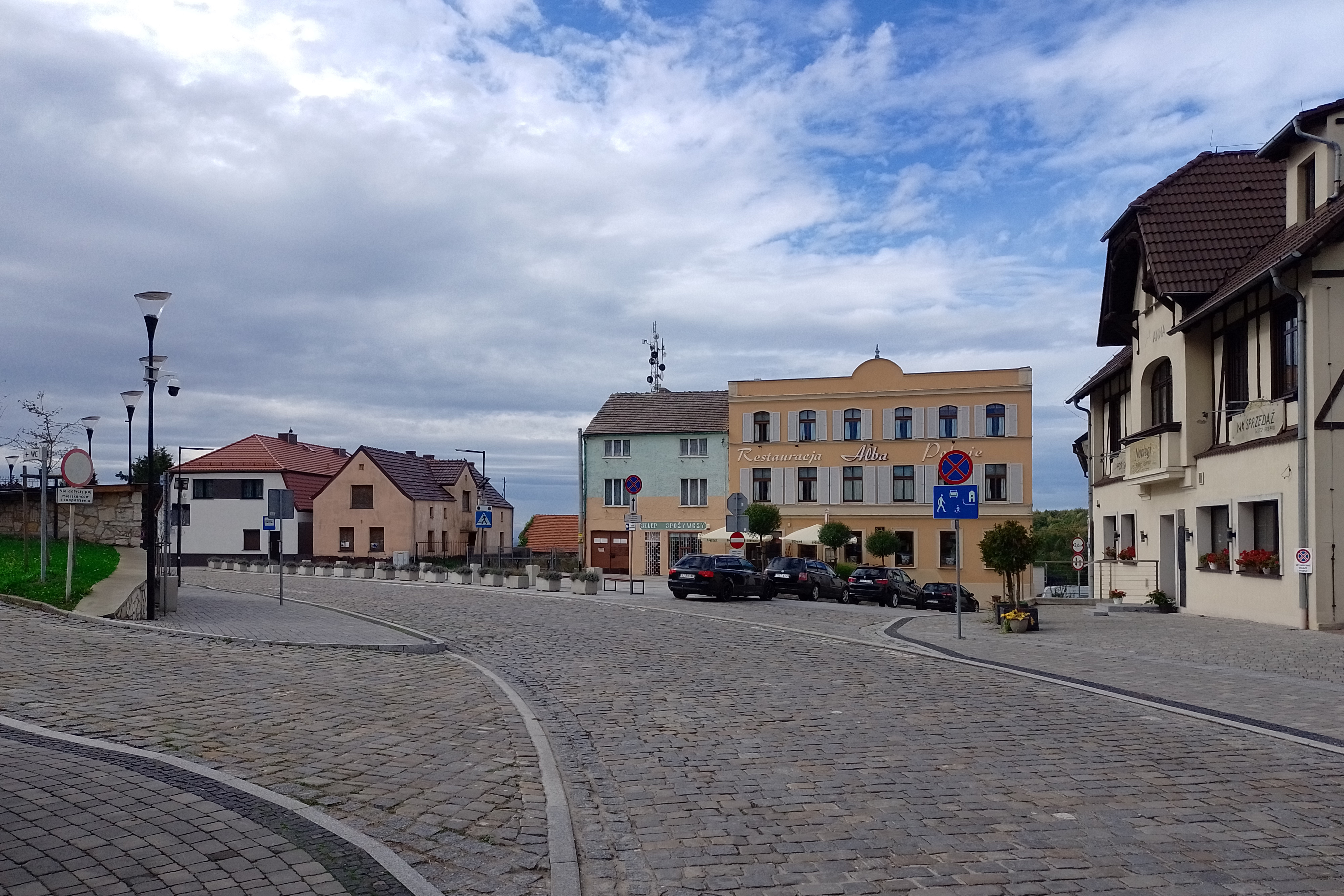
Hauptplatz

Die Geschichte des Dorfes ist eng mit dem aus der Ebene aufragenden Inselberg verbunden, der bereits früh kultischen Zwecken diente. Auf diesem Chelmberg, wie der Annaberg ursprünglich genannt wurde, entstand 1480–1485 in exponierter Lage eine Kirche, deren Holzstatue der Anna selbdritt bald Ziel von Wallfahrern wurde. Das Dorf wurde 1327 böhmisch und fiel 1635 an Habsburg. Melchior Ferdinand von Gaschin berief 1655 Franziskaner (OFM) auf den Chelmberg, wo sie ein Kloster und später einen Kalvarienberg errichteten.
1733 wurde die katholische Kirche aus Stein errichtet.
Annaberg, mittlerweile der wichtigste Wallfahrtsort Oberschlesiens, fiel 1742 nach dem Ersten Schlesischen Krieg mit dem größten Teil Schlesiens an Preußen. Nach der Neugliederung der Provinz Schlesien gehörte die Landgemeinde Sankt Annaberg ab 1816 zum Landkreis Groß Strehlitz, mit dem sie bis 1945 verbunden blieb. Am 14. September wurden 30.000 Pilger gezählt. 1845 bestanden in Ort, welcher als St. Anna bezeichnet wurde, ein Klostergebäude, eine Kirche, eine katholische Schule und 52 Häuser. Im gleichen Jahr zählte Sankt Annaberg 476 Einwohner, davon einer evangelisch. Felix Triest beschrieb den Ort 1861 als Marktflecken, damals zählte Annaberg 641 Einwohner, die vorwiegend im von den zahlreichen Pilgern begünstigten Handwerk tätig waren. Die zur Gänze katholische Bevölkerung war nach Leschnitz eingepfarrt. 1874 wurde der Amtsbezirk Wyssoka gebildet, dem die Landgemeinden Annaberg Marktflecken, Kadlubietz, Ober Ellguth, Poremba und die Gutsbezirke Ober Ellguth Vorwerk, Kadlubietz, Poremba und Wyssoka Vorwerk und Kolonie Wyssoka eingegliedert wurden.
Bei der Volksabstimmung am 20. März 1921 stimmten 403 Wahlberechtigte für einen Verbleib bei Deutschland und 91 für Polen. Annaberg verblieb bei der Weimarer Republik. Nachfolgend zur Volksabstimmung kam es am Annaberg vom 21. bis 27. Mai 1921 zum offenen Kampf zwischen polnischen und deutschen Einheiten, dessen Höhepunkt der Sturm auf den Annaberg durch ein „Oberschlesischer Selbstschutz“ genanntes Freikorps samt Besetzung des Berges am 21. Mai 1921 bildete. Der Aufstand selbst endete am 5. Juli 1921 mit einem Waffenstillstandsabkommen, das auf Druck der Alliierten zustande kam (siehe Aufstände in Oberschlesien). Die Landgemeinde Annaberg gehörte dem Amtsbezirk Wyssoka an, der 1933 unter den neuen nationalsozialistischen Machthabern in „Annaberg“ umbenannt wurde. Ein Jahr darauf, am 18. Juli 1934, folgte die Umbenennung in „Sankt Annaberg“, worauf 1941 eine erneute Namensänderung in das weltlichere „Annaberg O.S.“ stattfand. Bereits 1939 war der ehemalige Sitz des Amtsbezirks, das in „Hohenkirch“ umbenannte Wyssoka, in die Gemeinde St. Annaberg eingegliedert worden.
1940 errichteten die nationalsozialistischen Behörden ein Zwangsarbeiterlager. Es diente dem Ausbau der geplanten Reichsautobahn RAB 29 von Breslau nach Kattowitz. Zuerst wurden polnische Zwangsarbeiter ins Lager gebracht. Ab Herbst 1940 wurden sie durch jüdische Gefangene aus den Sammellagern in Bendzin (Będzin), Sosnowitz (Sosnowiec) und Czeladź ersetzt. Das Lager wurde damals Reichsautobahnlager, Judenlager oder Judenlager-Arbeitslager, später Zwangsarbeitslager (ZAL), bezeichnet.
Als Folge des Zweiten Weltkriegs fiel Annaberg 1945 unter polnische Verwaltung, wurde in Góra Świętej Anny umbenannt und der Woiwodschaft Schlesien angeschlossen. In den Jahren 1945–1954 war die Stadt Sitz der Gmina Góra Św. Anna. 1950 wurde es der Woiwodschaft Opole zugewiesen. 1983 besuchten Papst Johannes Paul II. und Kardinal Joseph Ratzinger die Wallfahrtsstätte. Seit 1988 ist die Stadt das Zentrum des Landschaftsparks Góra Świętej Anny. In der Stadt gibt es ein Naturkundemuseum des Parks.
1999 kam Sankt Annaberg zum wiederhergestellten Powiat Strzelecki. 2006 führte die Gemeinde Leschnitz, zu der Sankt Annaberg gehört, Deutsch als Hilfssprache und im Jahre 2008 die zweisprachige Ortsbezeichnung ein. Jedes Jahr findet in Góra Święta Anna (in der zweiten Julihälfte) das Jugendfestival statt – ein landesweites Treffen katholischer Jugendlicher. In dieser Zeit besuchen etwa 2000 Gläubige aus Polen und dem benachbaraten Ausland den Berg.

## Sehenswürdigkeiten

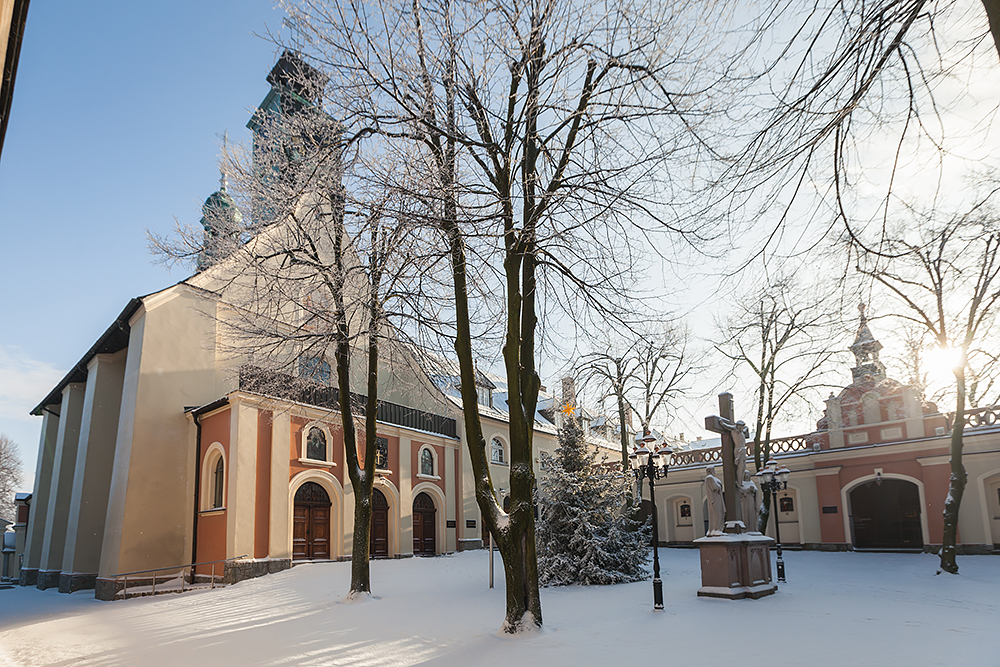
Paradiesplatz mit Basilika

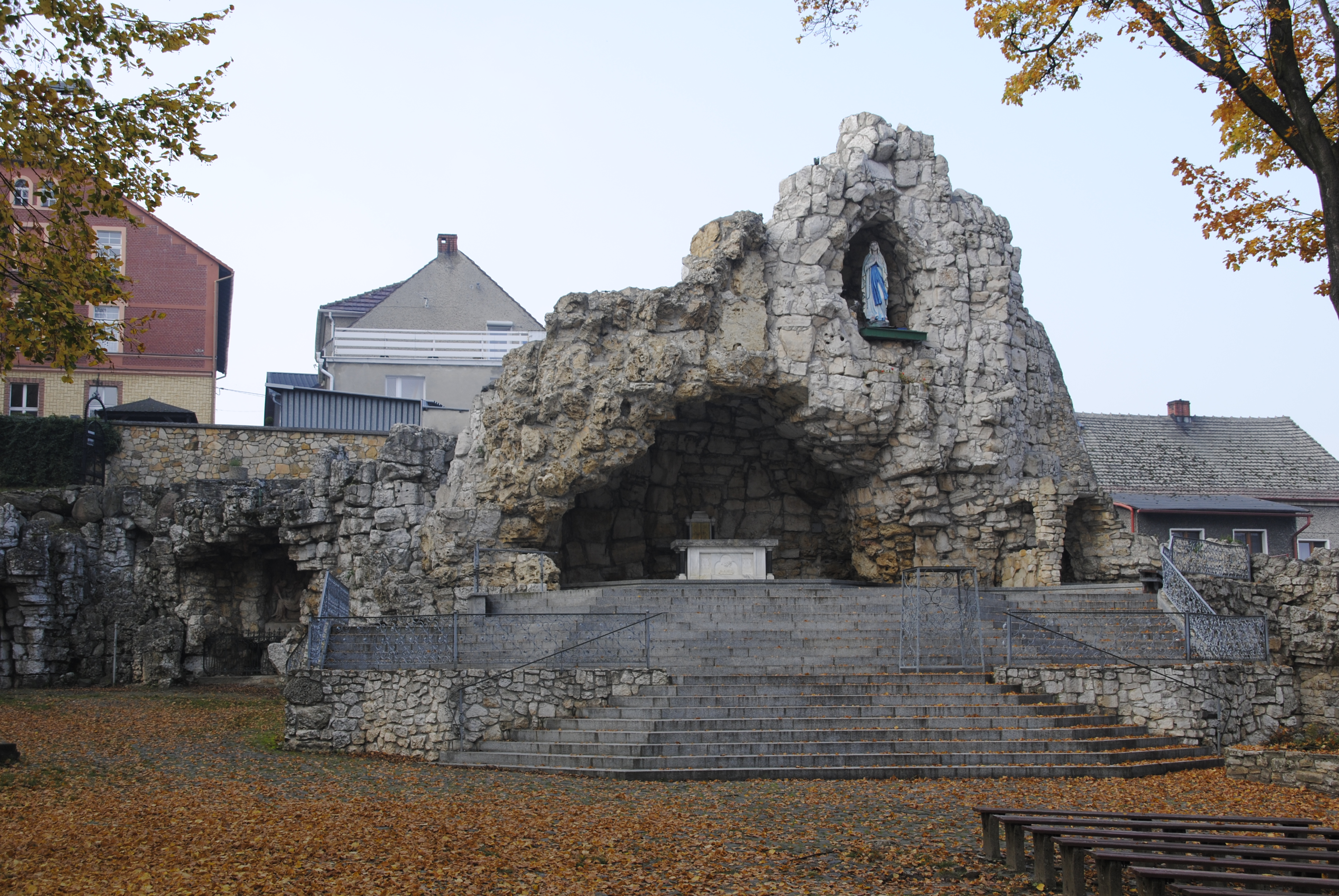
Lourdesgrotte

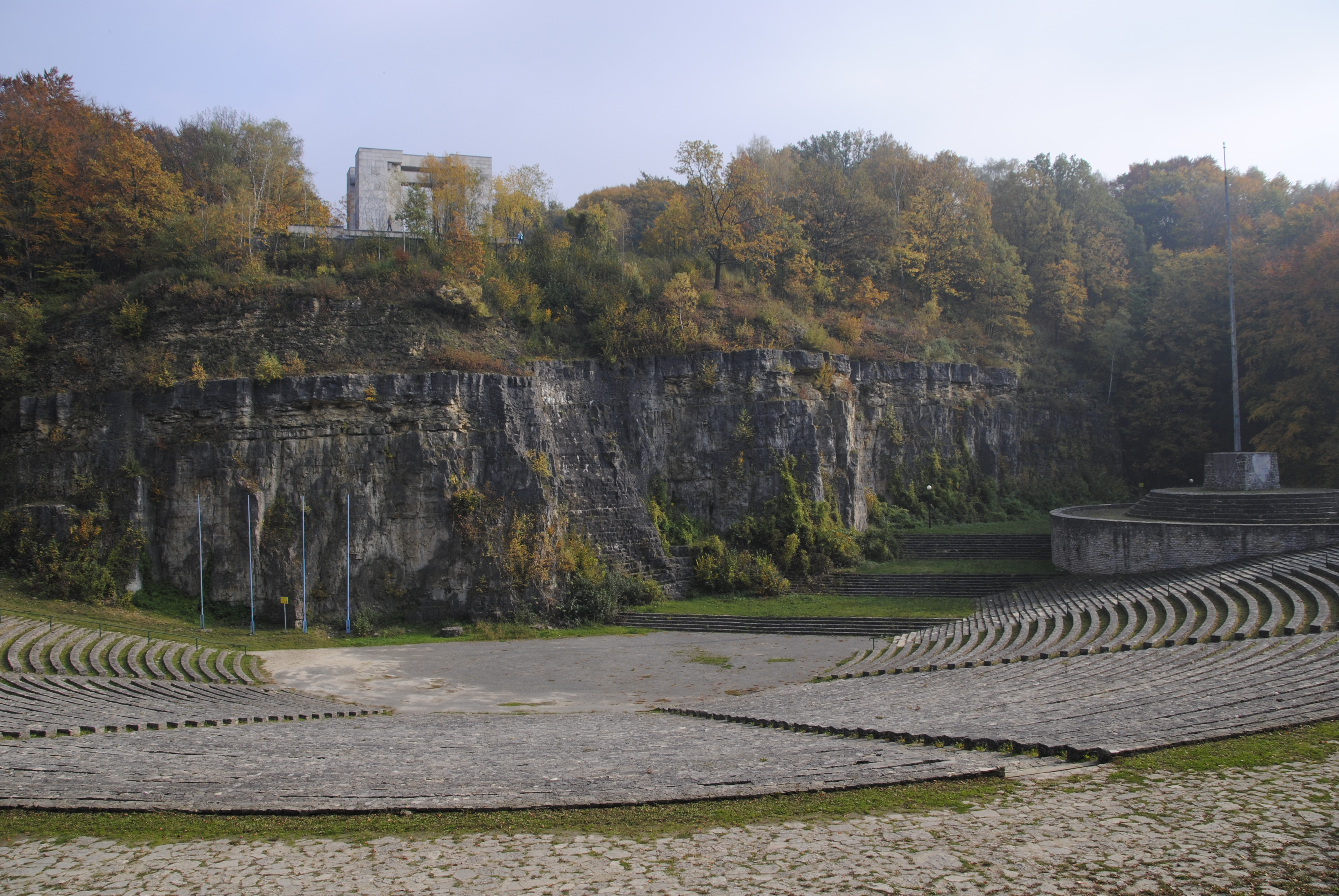
Freilichttheater mit Denkmal zum Andenken an die Aufstände

Unter Denkmalschutz stehen heute das Gebiet von Góra Święta Anna insgesamt und zahlreiche Ensembles und Einzelobjekte. Sehenswert sind vor allem:
- Die Kirche St. Anna (Kościół pw. św. Anny) ist eine barocke Wallfahrtskirche. Bei ihrem Bau wurden die Mauern einer gotischen Wallfahrtskapelle von 1480 verwendet, sie wurde errichtet 1657-73 durch die Adelsfamilie von Gaschin. 1781 wurde sie umgebaut und erhielt 1853 ihren Turm. Im Hauptaltar der Kirche ist das Bildnis der Hl. Anna Selbdritt, ein Holzschnitzwerk von Ende des 15. Jahrhunderts. Seit 1980 trägt sie den Titel einer  Basilica minor[7]
- Das Franziskanerkloster wurde zwischen 1733 und 1749 errichtet und 1905 ausgebaut, es schließt sich südlich an die Kirche an. 1810 wurde es säkularisiert, seit 1860 gehört es den Franziskanern mit Unterbrechungen (1874-87 und 1941-45).  In Klostergarten ist die St.-Josef-Kapelle (frühes 18. Jahrhundert). Im Kloster sind Porträts der Stifterfamilie beispielsweise von Melchior Ferdinand von Gaschin oder Georg Adam Franz von Gaschin.[8]
- Der Paradieshof (Rajski Plac) ist der Hof vor der St.-Anna-Kirche. Der Platz ist von drei Seiten von Kreuzgängen umgeben. Die Kreuzgänge stammen aus dem Jahr 1768, wurden 1804 umgebaut und 1886 erweitert.[9]
- Die Lourdesgrotte und der Kreuzweg liegen nördlich von St. Anna. Die Grotte wurde zwischen 1912 und 1914 aus Kalkstein nach dem Vorbild der Grotte von Lourdes in Frankreich, zur Erinnerung an die dortige Marienerscheinung, errichtet. Die Grotte besitzt zudem einen Altar um Gottesdienste unter freiem Himmel veranstalten zu können. Dazu findet sich ein großer Platz vor der Grotte, die von den Stationen des Kreuzwegs umgeben ist.
- Kalvarienberg mit Wegen und Kapellen  (Kalwaria na Górze Świętej Anny)  aus dem 18. Jahrhundert.
- Das Freilichttheater: Die sogenannte Feierstätte der Schlesier, ein Freilichttheater im Westen des St. Annabergs wurde zwischen 1934 und 1938 als nationalsozialistische Thingstätte angelegt. Das Freilichttheater zählt 7.000 Sitzplätze und 20.000 Stehplätze auf den Tribünen und kann bei Ausnutzung weiterer Flächen  insgesamt bis zu 50.000 Personen Platz bieten.
- Oberhalb des Amphitheaters befindet sich das 1955 errichtete Denkmal für die Aufstände in Oberschlesien (Pomnik Czynu Powstańczego), das polnischen Aufständischen der Zwischenkriegszeit  gewidmet ist. Zuvor bestand an gleicher Stelle das von 1936 bis 1938 erbaute und nach 1945 entfernte Ehrenmal Annaberg, früher auch Reichsehrenmal der Freikorpskämpfer genannt, dies war ein Mausoleum und eine Gedenkstätte für die gefallenen deutschen Kämpfer während der Aufstände in Oberschlesien in der Zwischenkriegszeit.

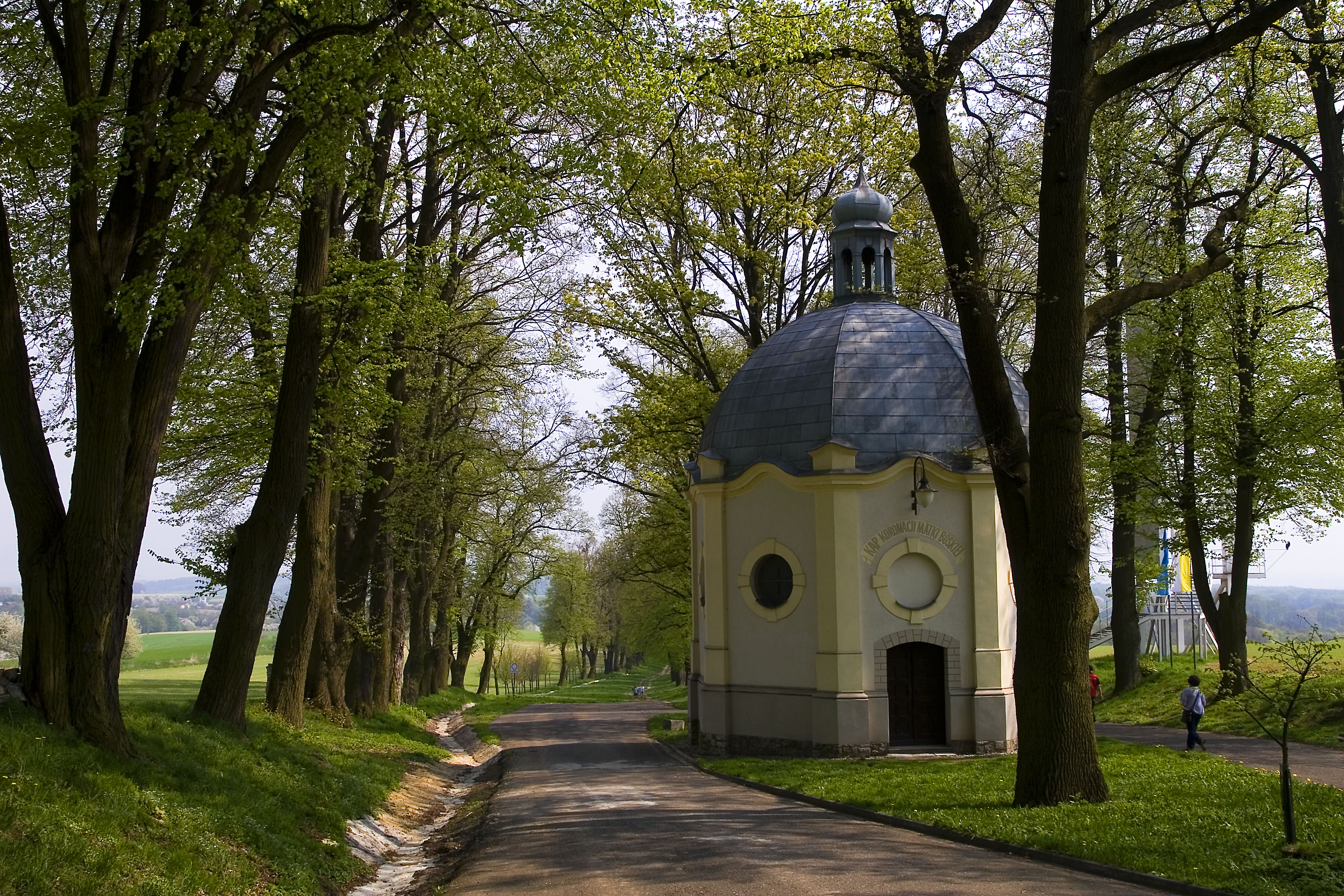
Fragment des Kalvarienweg mit Kapelle der Krönung Unserer Lieben Frau

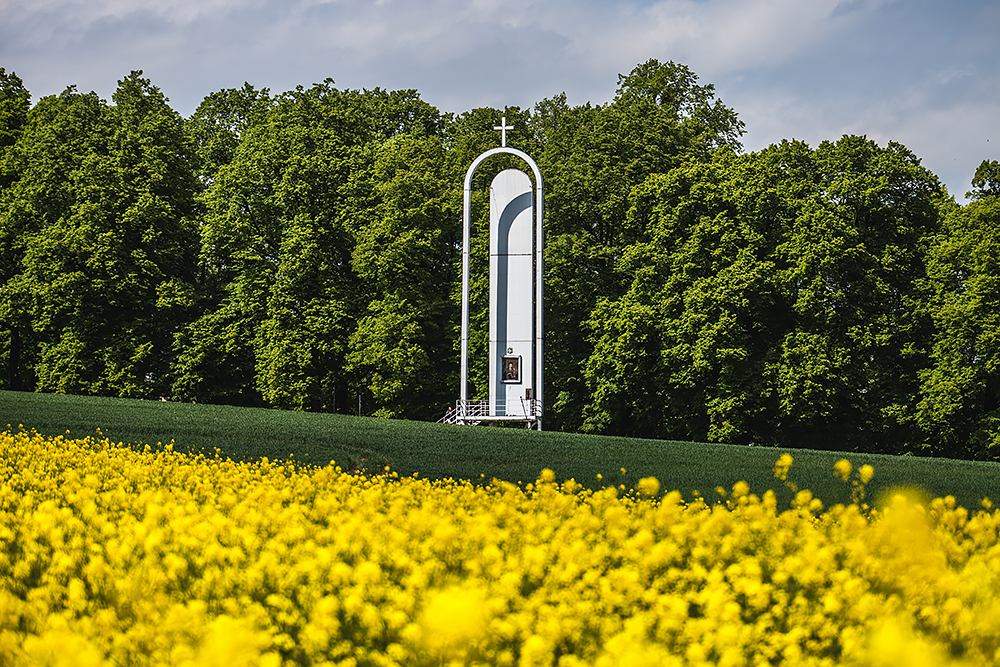
Papstaltar von 1983

- Drei-Brüder-Kapelle (St. Annaberg) (Kapliczka Trzech Braci oder Kapliczka Trzech Żołnierzy)
- Pilgerheim (dom pielgrzyma) erbaut zwischen 1929 und 1938
- Nepomukskulptur (Figura św. Jana Nepomucena) in der ul. Leśnicka. Über dem Marktplatz von Góra Święta Anna steht auf einem Steinsockel die weiße Steinfigur des heiligen Johannes von Nepomuk, Schutzpatron der Beichtväter und Fürsprecher bei Überschwemmungen und Ertrinken.
- ein Kalkofen aus dem 19. Jahrhundert am Amphitheater, er ist südlich an der Zufahrtsstraße und der großen Freitreppe gelegen. Dort befanden sich ursprünglich zwei Kalköfen als Überreste des früheren Kalksteinbruchs, nur einer blieb erhalten, er steht seit der Weimarer Republik unter Denkmalschutz.
- Papst-Johannes-Paul-II.-Denkmal (Pomnik św. Jana Pawła II)
- Papstaltar (Fragment ołtarza papieskiego na pamiątkę wizyty papieża Jana Pawła II w 1983 r.)

### Museen
- Museum der oberschlesischen Aufstände (Muzeum Czynu Powstańczego w Górze Świętej Anny)
- Kreuzmuseum (Muzeum Krzyża Świętego)

## Einwohnerentwicklung
Die Einwohnerzahlen von Sankt Annaberg nach dem jeweiligen Gebietsstand:
| Jahr | Einwohner |
| ---- | --------- |
| 1845 | 476       |
| 1855 | 540       |
| 1861 | 641       |
| 1885 | 846       |
| 1910 | 707       |

| Jahr | Einwohner |
| ---- | --------- |
| 1933 | 648       |
| 1939 | 2.198     |
| 1978 | 600       |
| 1996 | 560       |
| 2022 | 432       |

## Persönlichkeiten

### Söhne und Töchter des Ortes
- Berthold Altaner (1885–1964), katholischer Kirchenhistoriker und Patrologe

### Persönlichkeiten, die vor Ort wirkten
- Carl Faust (1825–1892), preußischer Militärmusiker, Ausbildung zum Militärmusiker in Sankt Annaberg
- Reinhold Olesch (1910–1990), Slawist (u. a. Der Wortschatz des St. Annaberg)

## Vereine
- Deutscher Freundschaftskreis